# Белянки
Белянките (Pieridae) са семейство дневни пеперуди. Те са широко разпространени и включват над 1000 вида, класифицирани в 76 рода.

## Описание
Пеперудите от това семейство са предимно с бели или жълти крила с черни петна или жилки по тях. Предните крила са закръглено-триъгълни, а задните са с яйцевидна форма. Размахът им при повечето видове е 45 - 60 mm. Членове на това семейство обикновено са със среден размер на тялото, върховете на краката наречени нокти, са разцепени. Предните крака при мъжките и женските са в пълен размер и напълно функционални, крилата на много видове отразяват и поглъщат ултравиолетовите лъчи в конкретни диапазони като това помага на пеперудите да идентифицират потенциалните брачни партньори от същия вид. Характерен е половият диморфизъм, а представителите на няколко вида имат променяща се сезонна окраска.
Яйцата обикновено са кръгли и продълговати, като цилиндър и оребрени. Гъсениците обикновено са зелени или черни с жълти петна, без косми или бодли. Придвижват се посредством кукички от долната част на гърдите. Те са предимно вредители при зеленчуците и овощните култури. Типичен пример за това е гъсеницата на зелевата пеперуда. При какавидиране обикновено не образуват пашкул.

## Класификация
Семейството се подразделя на следните подсемейства:

### ПодсемействоDismorphiinae
- Dismorphia Hübner, 1816
- Enantia Hübner, 1819
- Leptidea Billberg, 1820
- Lieinix Gray, 1832
- Moschoneura Butler, 1870
- Patia Klots, 1933
- Pseudopieris Godman et Salvin, 1890

### ПодсемействоPseudopontiinae
- Pseudopontia

### ПодсемействоPierinae
- Anthocharis Boisduval, Rambur, Duméril et Graslin, 1833
- Aoa de Nicéville, 1898
- Aporia Hübner, 1819
- Appias Hübner, 1819
- Archonias Hübner, 1825
- Ascia Scopoli, 1777
- Baltia Moore, 1878
- Belenois Hübner, 1819
- Calopieris Aurivillius, 1898
- Catasticta Butler, 1870
- Cepora Billberg, 1820
- Colotis Hübner, 1819
- Delias Hübner, 1819
- Dixeia Talbot, 1932
- Elodina C. & R. Felder, 1865
- Eroessa Doubleday, 1847
- Eronia Hübner, 1823
- Eucheira Westwood, 1834
- Euchloe Hübner, 1819
- Gideona Klots, 1933
- Hebomoia Hübner, 1819
- Hesperocharis Felder, 1862
- Hypsochila Ureta, 1955
- Infraphulia Field, 1958
- Itaballia Kaye, 1904
- Ixias Hübner, 1819
- Leodonta Butler, 1870
- Leptophobia Butler, 1870
- Leptosia Hübner, 1818
- Leuciacria Rothschild et Jordan, 1905
- Mathania Oberthür, 1890
- Melete Swainson, 1831
- Mesapia Gray, 1856
- Mylothris Hübner, 1819
- Neophasia Behr, 1869
- Nepheronia Butler, 1870
- Pareronia Bingham, 1907
- Pereute Herrich-Schäffer, 1867
- Perrhybris Hübner, 1819
- Phrissura Butler, 1870
- Phulia Herrich-Schäffer, 1867
- Piercolias Grote, 1903
- Pieriballia Klots, 1933
- Pieris Schrank, 1801
- Pierphulia Field, 1958
- Pinacopteryx Wallengren, 1857
- Pontia Fabricius, 1807
- Prioneris Wallace, 1867
- Pseudomylothris Neustetter, 1929
- Saletara Distant, 1885
- Sinopieris Huang, 1995
- Tatochila Butler, 1870
- Zegris Boisduval, 1836

### ПодсемействоColiadinae
- Abaeis Hübner, [1819]
- Anteos Hübner, 1819
- Aphrissa Butler, 1873
- Catopsilia Hübner, 1819
- Colias Fabricius, 1807
- Dercas Doubleday, 1847
- Eurema Hübner, 1819
- Gandaca Moore, 1906
- Gonepteryx Leach, 1815
- Kricogonia Reakirt, 1863
- Leucidia Doubleday, 1847
- Nathalis Boisduval, 1836
- Phoebis Hübner, 1819
- Prestonia Schaus, 1920
- Pyrisitia Butler, 1870
- Rhabdodryas Godman & Salvin, [1889]
- Terias Swainson, 1821
- Teriocolias Roeber 1909
- Zerene Hübner, 1819